# غابري غارسيا
فرانسيسكو غابرييل غارسيا دي لا توري (بالإسبانية: Gabriel García de la Torre) هو لاعب كرة قدم إسباني. (من مواليد 10 فبراير 1979)، يعرف أيضا باسم غابري .و هو في الأساس هو لاعب خط وسط ويمكنه أن يلعب كظهير أو جناح أيمن أو أيسر، ويمكنه أن يلعب أيضا كصانع ألعاب للهجوم، كما ان لديه مهارات مراوغة واجتياز للخصم.
أمضى غابري سبع سنوات من الحياة المهنية التاريخية مع نادي برشلونة فاز بها باربعة القاب كبرى معه ولكنه لم يكن مع دائماً الفريق الأساسي. ومثل غابري منتخب بلاده إسبانيا في كأس الامم الأوروبية 2004 وخرجت إسبانيا من البطولة الأوروبية من دور المجموعات.

## مسيرته الكروية

### برشلونة
ولد غابري في مدينة سالينت دي يوبريغات، في مدينة برشلونة، بإقليم كاتالونيا، وبدأ مسيرته الاحترافية في نادي برشلونة بي، حيث كان ظهوره الأول في موسم 1997-98، مع النادي في دوري الدرجة الثانية (ب) - واحرز معهم أربعة اهداف في 28 مباراة.
تمت ترقية غابري إلى الفريق الرئيسي للفترة 1999-2000، وكان غابري خلال السنوات الأربعة المقبلة أساسي في الفريق الأول، وفاز غابري مع الفريق في عام 2005-06 (على بطولتي الدوري الإسباني، بطولة واحدة كأس السوبر الأسبانية وفي 2005-06 أيضا نال نادي برشلونة على بطولة دوري أبطال أوروبا).

### أياكس
لم يجدد غابري عقده مع برشلونة، وانضم إلى اياكس في صفقة «انتقال حر» في 6 حزيران/يونيو 2006، جنبا إلى جنب مع زميله السابق روجر غارسيا. وفاز غابري هناك بكأس السوبر الهولندية بفوز فريقه 3-1 على نادي ايندهوفن الهولندي في أغسطس 2006، وكان أيضا عنصرا أساسيا في تشكيلة الفريق الذي خسر البطولة الوطنية عام 2007 في الجولة الأخيرة، وفاز بها نادي ايندهوفن.
في مايو 2007، فاز غابري بكأس هولندا بركلات الترجيح ضد نادي إيه زد ألكمار حيث حصل غابري على بطاقة حمراء في الدقيقة 79 من المباراة. في آب 2007، دافع اياكس بنجاح عن لقب كأس السوبر الهولندية بفوزه على ايندهوفن مرة أخرى، وقد سجل غابري الهدف الوحيد في المباراة التي انتهت بنتيجة 1-0 .

### في السنوات الأخيرة
في 27 مايو 2010، وبعد موسم فقير مع اياكس من جانب المباريات ليشارك في (13 مباراة فقط)، وانتهاء أياكس في المرتبة الثانية في الدوري الهولندي)، وقع غابري عقداً جديداً مع نادي أم صلال القطري مع عمر 31 عاما.و في 4 تموز من العام التالي، انتقل غابري لنادي سيون في سويسرا ليبدأ تحدٍ جديدٍ في بلادٍ جديدة.

## المسيرة الدولية
كان غابري عنصرا أساسيا في المنتخب الأسباني بكأس العالم للشباب سنة 1999، وسجل ثلاث مرات ليساهم في فوز منتخبه بلقب كأس العالم للشباب. كما انه كان لاعباً في المنتخب الوطني في دورة الألعاب الأولمبية الصيفية في سيدني عام 2000.
لعب غابري في 30 نيسان 2003 في مباراة ودية مع منتخب الإكوادور، وشارك غابري في تمثيل إسبانيا خلال كأس الامم الأوروبية 2004 في البرتغال لكنه خرج مع منتخبه من دور المجموعات.

## إنجازاته

### النوادي
برشلونة:
- دوري أبطال أوروبا: 2005-2006
- الدوري الإسباني: 2004-2005 _ 2005-2006
- كأس السوبر الإسباني: 2006

أياكس أمستردام:
- كأس الاتحاد الهولندي: 2006-2007 _ 2009-2010
- جائزة يوهان كرويف: 2006-2007

### دولياً
إسبانيا تحت -20سنة:
- كأس العالم تحت 20 سنة: 1999

إسبانيا تحت -23سنة:
- دورة الألعاب الأولممبية: الميدالية الفضية 2000

## وصلات خارجية
- ملف اللاعب الكروي
- غابري غارسيا على موقع الاتحاد الدولي (مؤرشف)  (الإنجليزية)
- غابري غارسيا على موقع قاعدة بيانات كرة القدم.إي يو (الإنجليزية)
- غابري غارسيا على موقع بيانات كرة القدم. دي إي (الألمانية)
- غابري غارسيا على موقع ناشيونال فوتبول تيمز (الإنجليزية)
- غابري غارسيا على موقع Soccerway.com (الإنجليزية)
- غابري غارسيا على موقع عالم كرة القدم.نت (الإنجليزية)
- غابري غارسيا على موقع أوليمبيديا (الإنجليزية)